# 2001 a filmművészetben

## Események
- augusztus 8. – Tom Cruise és Nicole Kidman elválnak.

## Sikerfilmek
| #  | cím                                | stúdió       | összbevétel  | észak-amerikai bevétel | gyártási költség |
| -- | ---------------------------------- | ------------ | ------------ | ---------------------- | ---------------- |
| 1  | Harry Potter és a bölcsek köve     | Warner Bros. | $976 475 550 | $317 575 550           | $125 000         |
| 2  | A Gyűrűk Ura: A Gyűrű Szövetsége   | New Line     | $871 368 364 | $314 776 170           | $93 000          |
| 3  | Szörny Rt.                         | Disney       | $525 366 597 | $255 873 250           | $115 000         |
| 4  | Shrek                              | DreamWorks   | $484 409 218 | $267 665 011           | $60 000          |
| 5  | Ocean’s Eleven – Tripla vagy semmi | Warner       | $450 717 150 | $183 417 150           | $85 000          |
| 6  | Pearl Harbor – Égi háború          | Disney       | $449 220 945 | $198 542 554           | $140 000         |
| 7  | A múmia visszatér                  | Universal    | $433 013 274 | $202 019 785           | $98 000          |
| 8  | Jurassic Park III.                 | Universal    | $368 780 809 | $181 171 875           | $93 000          |
| 9  | A majmok bolygója                  | Fox          | $362 211 740 | $180 011 740           | $100 000         |
| 10 | Hannibal                           | MGM          | $351 692 268 | $165 092 268           | $87 000          |

## Magyar filmek
| Cím                                         | Rendező         |
| ------------------------------------------- | --------------- |
| Anarchisták                                 | Tóth Tamás      |
| Csocsó, avagy éljen május elseje!           | Koltai Róbert   |
| Feri és az édes élet                        | Czabán György   |
| Hamvadó cigarettavég                        | Bacsó Péter     |
| I love Budapest                             | Incze Ágnes     |
| Kelet perec                                 | Pusztai Zsolt   |
| Macerás ügyek                               | Hajdú Szabolcs  |
| Moszkva tér                                 | Török Ferenc    |
| Nexxt – Frau Plastic Chicken Show           | Schilling Árpád |
| Paszport                                    | Gothár Péter    |
| Pizzás                                      | Balogh György   |
| Sacra Corona                                | Koltay Gábor    |
| A szalmabábuk lázadása                      | Palásthy György |
| Torzók                                      | Sopsits Árpád   |
| Tündérdomb                                  | Szőke András    |
| Utolsó vacsora az Arabs Szürkénél           | Jancsó Miklós   |
| Üvegtigris                                  | Rudolf Péter    |
| Vakvagányok                                 | Tímár Péter     |
| Zsaruvér és Csigavér I.: A királyné nyakéke | Bujtor István   |

## Észak-amerikai, országos bemutatók

### Január
| Dátum  | Magyar cím                     | Eredeti cím                     | Stúdió / Forgalmazó         | Rendező                     | Főszereplők                                                                      |        |
| Január | Január                         | Január                          | Január                      | Január                      | Január                                                                           | Január |
| ------ | ------------------------------ | ------------------------------- | --------------------------- | --------------------------- | -------------------------------------------------------------------------------- | ------ |
| 5      | Traffic                        | Traffic                         | USA Films                   | Steven Soderbergh           | Don Cheadle, Benicio del Toro, Michael Douglas, Catherine Zeta-Jones             |        |
| 12     | Bízd a hackerre!               | Antitrust                       | Metro-Goldwyn-Mayer         | Peter Howitt                | Ryan Phillippe, Rachael Leigh Cook, Tim Robbins, Claire Forlani                  |        |
| 12     | A szívem érted RAPes           | Save the Last Dance             | Paramount Pictures          | Thomas Carter               | Julia Stiles, Sean Patrick Thomas, Kerry Washington                              |        |
| 12     | Fejcserés támadás              | Double Take                     | Touchstone Pictures         | George Gallo                | Orlando Jones, Eddie Griffin, Gary Grubbs                                        |        |
| 12     | Fedezd fel Forrestert!         | Finding Forrester               | Columbia Pictures           | Gus Van Sant                | Sean Connery, Rob Brown, F. Murray Abraham                                       |        |
| 12     | Tigris és sárkány              | Crouching Tiger, Hidden Dragon  | Columbia Pictures           | Ang Lee                     | Chow Yun-fat, Michelle Yeoh, Csang Ce-ji                                         |        |
| 12     | Tizenhárom nap – Az idegháború | Thirteen Days                   | New Line Cinema             | Roger Donaldson             | Kevin Costner, Bruce Greenwood, Shawn Driscoll                                   |        |
| 18     | Szerelem kívánságra            | The Bread, My Sweet             | Panorama Entertainment      | Melissa Martin              | Scott Baio, John Seitz, Kim Martin, Zachary Mott                                 |        |
| 19     | Az ígéret megszállottja        | The Pledge                      | Warner Bros.                | Sean Penn                   | Jack Nicholson, Aaron Eckhart, Patricia Clarkson, Helen Mirren, Benicio del Toro |        |
| 19     |                                | The Amati Girls                 | Providence Entertainment    | Anne DeSalvo                | Cloris Leachman, Mercedes Ruehl, Dinah Manoff                                    |        |
| 19     |                                | Kuch Khatti Kuch Meethi         | Eros Worldwide              | Rahul Rawail                | Kajol, Rati Agnihotri, Risi Kapur, Suniel Shetty                                 |        |
| 19     | Csokoládé                      | Chocolat                        | Miramax                     | Lasse Hallström             | Juliette Binoche, Johnny Depp, Judi Dench                                        |        |
| 19     | Rossz álmok                    | The Gift                        | Paramount Classics          | Sam Raimi                   | Cate Blanchett, Katie Holmes, Keanu Reeves                                       |        |
| 19     | Blöff                          | Snatch                          | Screen Gems                 | Guy Ritchie                 | Jason Statham, Brad Pitt, Stephen Graham                                         |        |
| 19     |                                | Scottsboro: An American Tragedy | Social Media Productions    | Barak Goodman, Daniel Anker | Frances McDormand, Stanley Tucci, Andre Braugher                                 |        |
| 26     | Szeretném, ha szeretnél        | The Wedding Planner             | Sony Pictures Entertainment | Adam Shankman               | Jennifer Lopez, Matthew McConaughey, Bridgette Wilson                            |        |
| 26     | Bankrabló csajok               | Sugar & Spice                   | New Line Cinema             | Francine McDougall          | Marla Sokoloff, Marley Shelton, Melissa George                                   |        |
| 26     | Bíbor folyók                   | Les rivières pourpres           | TriStar Pictures            | Mathieu Kassovitz           | Jean Reno, Vincent Cassel, Nadia Farès, Dominique Sanda                          |        |
| 26     | Nina-mánia                     | Two Ninas                       | Castle Hill Productions     | Neil Turitz                 | Amanda Peet, Ron Livingston, Bray Poor                                           |        |
| 26     |                                | 15 février 1839                 |                             | Pierre Falardeau            | Luc Picard, Sylvie Drapeau, Frédéric Gilles                                      |        |
| 26     | Hűtlenek                       | Trolösa                         | IDP Distribution            | Liv Ullmann                 | Lena Endre, Erland Josephson, Krister Henriksson                                 |        |
| 26     |                                | Forgive Me Father               |                             | Ivan Rogers                 | Ivan Rogers, Rich Komenich, Charles Napier                                       |        |
| 26     |                                | Escanaba in da Moonlight        | Purple Rose Productions     | Jeff Daniels                | Jeff Daniels, Havre Presnell, Joey Albright                                      |        |

### Február
| Dátum   | Magyar cím                      | Eredeti cím                      | Stúdió / Forgalmazó         | Rendező                     | Főszereplők                                                          |         |
| Február | Február                         | Február                          | Február                     | Február                     | Február                                                              | Február |
| ------- | ------------------------------- | -------------------------------- | --------------------------- | --------------------------- | -------------------------------------------------------------------- | ------- |
| 2       | Nyakiglove                      | Head Over Heels                  | Universal Pictures          | Mark Waters                 | Monica Potter, Freddie Prinze Jr., Shalom Harlow, Ivana Milicevic    |         |
| 2       | Véres Valentin                  | Valentine                        | Warner Bros.                | Jamie Blanks                | Denise Richards, David Boreanaz, Marley Shelton, Jessica Capshaw     |         |
| 2       | Left Behind – Az otthagyottak   | Left Behind: The Movie           | Cloud Ten Pictures          | Vic Sarin                   | Kirk Cameron, Brad Johnson, Janaya Stephens, Clarence Gilyard        |         |
| 2       | Láthatatlan cirkusz             | The Invisible Circus             | Fine Line Features          | Adam Brooks                 | Jordana Brewster, Cameron Diaz, Christopher Eccleston, Blythe Danner |         |
| 2       | A millió dolláros hotel         | The Million Dollar Hotel         | Lions Gate Films            | Wim Wenders                 | Jeremy Davies, Milla Jovovich, Mel Gibson, Jimmy Smits               |         |
| 2       | Szerelemre hangolva             | Fa yeung nin wa                  | USA Films                   | Vóng Ká-vaj                 | Tony Leung Chiu-wai, Maggie Cheung, Siu Ping-Lam, Tung Cho           |         |
| 2       | Ó, testvér, merre visz az utad? | O Brother, Where Art Thou?       | Walt Disney Pictures        | Coen testvérek              | George Clooney, John Turturro, Tim Blake Nelson, John Goodman        |         |
| 2       |                                 | Nico and Dani                    | Avatar Films                | Cesc Gay                    | Fernando Ramallo, Jordi Vilches, Marieta Orozco, Esther Nubiola      |         |
| 2       |                                 | NSync: Bigger Than Live          | IMAX                        | John Bailey                 | Lance Bass, JC Chasez, Joey Fatone, Chris Kirkpatrick                |         |
| 9       | Hannibal                        | Hannibal                         | Metro-Goldwyn-Mayer         | Ridley Scott                | Anthony Hopkins, Julianne Moore, Gary Oldman, Ray Liotta             |         |
| 9       | Nő a baj                        | Saving Silverman                 | Sony Pictures Entertainment | Dennis Dugan                | Jason Biggs, Steve Zahn, Jack Black, Amanda Peet                     |         |
| 9       |                                 | Love, Honor and Obey             |                             | Dominic Anciano, Ray Burdis | Sadie Frost, Johnny Lee Miller, Jude Law, Ray Winstone               |         |
| 9       |                                 | New York in the 50's             | Avatar Films                | Betsy Blankenbaker          | Ted Steeg, Jack Kerouac, David Amram, Sam Astrachan                  |         |
| 9       |                                 | Signs & Wonders                  | Strand Releasing            | Jonathan Nossiter           | Stellan Skarsgård, Charlotte Rampling, Deborah Kara Unger            |         |
| 10      |                                 | Shackleton's Antarctic Adventure |                             | George Butler               | Kevin Spacey, Conrad Anker, Iain Fraser, Michael Gambon              |         |
| 16      | Nincs több suli                 | Recess: School's Out             | Walt Disney Pictures        | Chuck Sheetz                | Andrew Lawrence, Rickey D'Shon Collins, Jason Davies, Ashley Johnson |         |
| 16      | Mennyé má!                      | Down to Earth                    | Paramount Pictures          | Chris Weitz, Paul Weitz     | Chris Rock, Regina King, Chazz Palminteri, Eugene Levy               |         |
| 16      | Édes november                   | Sweet November                   | Warner Bros.                | Pat O’Connor                | Keanu Reeves, Charlize Theron, Jason Isaacs, Greg Germann            |         |
| 23      | Milliókért a pokolba            | 3000 Miles to Graceland          | Warner Bros.                | Demian Lichtenstein         | Kurt Russell, Kevin Costner, Courteney Cox, Christian Slater         |         |
| 23      | Talpig majom                    | Monkeybone                       | 20th Century Studios        | Henry Selick                | Brendan Fraser, Bridget Fonda, John Turturro, Chris Kattan           |         |
| 23      | Az utolsó menedék               | Last Resort                      |                             | Paweł Pawlikowski           | Dina Korzun, Artyom Strelnikov, Paddy Considine, Ben Dover           |         |
| 23      |                                 | Haunted Castle                   |                             | Ben Stassen                 | Jasper Steverlinck, Kyoko Baertsoen, Harry Shearer                   |         |

### Március
| Dátum   | Magyar cím               | Eredeti cím                                          | Stúdió / Forgalmazó         | Rendező                           | Főszereplők                                                            |         |
| Március | Március                  | Március                                              | Március                     | Március                           | Március                                                                | Március |
| ------- | ------------------------ | ---------------------------------------------------- | --------------------------- | --------------------------------- | ---------------------------------------------------------------------- | ------- |
| 2       | A mexikói                | The Mexican                                          | DreamWorks                  | Gore Verbinski                    | Brad Pitt, Julia Roberts, James Gandolfini, J. K. Simmons              |         |
| 2       | Kutyafuttában            | See Spot Run                                         | Warner Bros.                | John Whitesell                    | David Arquette, Michael Clarke Duncan, Leslie Bibb, Joe Viterelli      |         |
| 2       |                          | Carman: The Champion                                 | 8x Entertainment            | Lee Stanley                       | Carman, Michael Nouri, Patricia Manterola, Jeremy Williams             |         |
| 2       | Az ösztönember           | The Caveman's Valentine                              | Focus Features              | Kasi Lemmons                      | Samuel L. Jackson, Colm Feore, Ann Magnuson, Damir Andrei              |         |
| 2       | Játék életre-halálra     | Series 7: The Contenders                             | USA Films                   | Daniel Minahan                    | Brooke Smith, Marylouise Burke, Mark Woodbury, Michael Kaycheck        |         |
| 2       | A sziget foglya          | La veuve de Saint-Pierre                             | Lions Gate Films            | Patrice Leconte                   | Juliette Binoche, Daniel Auteuil, Emir Kusturica, Michel Duchaussoy    |         |
| 2       |                          | Me You Them                                          | Sony Pictures Classics      | Andrucha Waddington               | Regina Casé, Lima Duarte, Stênio Garcia, Luiz Carlos Vasconselos       |         |
| 7       |                          | The Gleaners & I                                     | Zeitgeist Films             | Agnès Varda                       | François Wertheimer, Agnès Varda, Jean La Planche, Bodan Litnanski     |         |
| 9       | 15 perc hírnév           | 15 Minutes Fame                                      | New Line Cinema             | John Herzfeld                     | Robert De Niro, Edward Burns, Kelsey Grammer, Avery Brooks             |         |
| 9       | Kihevered, haver!        | Get Over It                                          | Miramax                     | Tommy O’Haver                     | Kirsten Dunst, Ben Foster, Melissa Sagemiller, Sisqó                   |         |
| 9       | Fújd szárazra, édes!     | Blow Dry                                             | Miramax                     | Paddy Breathnach                  | Alan Rickman, Natasha Richardson, Rachel Griffiths, Rachael Legih Cook |         |
| 9       | Botcsinálta ügynök       | Company Man                                          | Paramount Classics          | Douglas McGrath, Peter Askin      | Douglas McGrath, Sigourney Weaver, Alan Cumming, Anthony LaPaglia      |         |
| 9       |                          | When Brendan Met Trudy                               |                             | Kieron J. Walsh                   | Peter McDonald, Flora Montgomery, Marie Mullen, Pauline McLynn         |         |
| 9       |                          | Simon Magus                                          | IDP Distribution            | Ben Hopkins                       | Noah Taylor, Stuart Townsend, Embeth Davidtz, Rutger Hauer             |         |
| 9       |                          | Dâyere                                               | WinStar Cinema              | Jafar Panahi                      | Maryiam Palvin Almani, Nargess Mamizadeh, Mojgan Faramarzi             |         |
| 16      | Sebhelyek                | Exit Wounds                                          | Warner Bros.                | Andrzej Bartkowiak                | Steven Seagal, DMX, Isaiah Washington, Anthony Anderson                |         |
| 16      | Ellenség a kapuknál      | Enemy at the Gates                                   | Paramount Pictures          | Jean-Jacques Annaud               | Jude Law, Ed Harris, Joseph Fiennes, Rachel Weisz                      |         |
| 16      |                          | American Desi                                        | Eros Worldwide              | Piyush Dinker Pandya              | Deep Katdare, Ronobir Lahiri, Purva Bedi, Rizwan Manji                 |         |
| 16      |                          | Gabriela                                             |                             | Vincent Jay Miller                | Jaime Gomez, Seidy Lopez, Zach Galligan, Troy Winbush                  |         |
| 16      | Mementó                  | Memento                                              | Newmarket Films             | Christopher Nolan                 | Guy Pearce, Carrie-Anne Moss, Joe Pantoliano, Mark Boone Junior        |         |
| 16      | Műholdvevő a birkák közt | The Dish                                             | Warner Bros.                | Rob Sitch                         | Sam Neill, Billy Mitchell, Roz Hammond, Christopher-Robin Street       |         |
| 16      |                          | The Debut                                            | Menemsha Films              | Gene Cajayon                      | Dante Basco, Eddie Garcia, Jayson Schaal, Brian Card                   |         |
| 23      | Szívtiprók               | Heartbreakers                                        | Metro-Goldwyn-Mayer         | David Mirkin                      | Sigourney Weaver, Jennifer Love Hewitt, Gene Hackman, Ray Liotta       |         |
| 23      | Húgom, nem húgom         | Say It Isn't So                                      | 20th Century Studios        | J. B. Rogers                      | Chris Klein, Heather Graham, Orlando Jones, Sally Field                |         |
| 23      |                          | The Brothers                                         | Screen Gems                 | Gary Hardwick                     | Morris Chestnut, Shemar Moore, D. L. Hughley, Bill Bellamy             |         |
| 30      | Kémkölykök               | Spy Kids                                             | Miramax                     | Robert Rodríguez                  | Alexa Vega, Daryl Sabara, Antonio Banderas, Carla Gugino               |         |
| 30      | Vad kanok                | Tomcats                                              | Revolution Studios          | Gregory Poirier                   | Shannon Elizabeth, Jerry O’Connell, Jake Busey, Horatio Sanz           |         |
| 30      | A csábítás elmélete      | Someone Like You                                     | 20th Century Studios        | Tony Goldwyn                      | Ashley Judd, Greg Kinnear, Hugh Jackman, Marisa Tomei                  |         |
| 30      | A panamai szabó          | The Tailor of Panama                                 | Sony Pictures Entertainment | John Boorman                      | Pierce Brosnan, Geoffrey Rush, Jamie Lee Curtis, Leonor Varela         |         |
| 30      |                          | Keep the River on Your Right: A Modern Cannibal Tale | IFC Films                   | David Shapiro, Laura Gwen Shapiro | Tobias Schneebaum, Norman Mailer, Michael Rockefeller                  |         |
| 30      | Korcs szerelmek          | Amores Perros                                        | Lions Gate Films            | Alejandro González Iñárritu       | Emilio Echevarría, Gael García Bernal, Goya Toledo, Álvaro Guerrero    |         |

### Április
| Dátum   | Magyar cím                       | Eredeti cím                             | Stúdió / Forgalmazó         | Rendező                          | Főszereplők                                                        |         |
| Április | Április                          | Április                                 | Április                     | Április                          | Április                                                            | Április |
| ------- | -------------------------------- | --------------------------------------- | --------------------------- | -------------------------------- | ------------------------------------------------------------------ | ------- |
| 6       | Pokémon 3. – Az öntudatlan betűi | Pokémon 3 the Movie: Spell of the Unown | Warner Bros.                | Michael Haigney, Kunihiko Jujama | Veronica Taylor, Eric Stuart, Macumoto Rika, Ótani Ikue            |         |
| 6       | A pók hálójában                  | Along Came the Spider                   | Paramount Pictures          | Lee Tamahori                     | Morgan Freeman, Michael Wincott, Monica Potter, Dylan Baker        |         |
| 6       | Betépve                          | Blow                                    | New Line Cinema             | Ted Demme                        | Johnny Depp, Penélope Cruz, Franka Potente, Rachel Griffiths       |         |
| 6       | Reszkess, Amerika!               | Just Visiting                           | The Walt Disney Company     | Jean-Marie Poiré                 | Jean Reno, Christina Applegate, Christian Clavier, Matt Ross       |         |
| 6       | A bűn nélküli város              | Brigham City                            | Excel Entertainment         | Richard Dutcher                  | Richard Dutcher, Wilford Brimley, Matthew A. Brown, Carrie Morgan  |         |
| 6       |                                  | All Access: Front Row. Backstage. Live! | IMAX                        | Martyn Atkins                    | Trey Anastasio, Carter Beauford, Mary J. Blige                     |         |
| 6       |                                  | Roozi ke zan shodam                     |                             | Marzieh Meshkini                 | Fatemeh Cherag Akhar, Hassan Nebhan, Shahr Banou Sisizadeh         |         |
| 6       | Gyönyörű teremtmény              | Beautiful Creatures                     | Focus Features              | Bill Eagles                      | Rachel Weisz, Susan Lynch, Iain Glen, Jake D'Arcy                  |         |
| 11      | Kismocsok                        | Joe Dirt                                | Sony Pictures Entertainment | Dennie Gordon                    | David Spade, Brittany Daniel, Dennis Miller, Adam Beach            |         |
| 11      |                                  | Josie and the Pussycats                 | Universal Pictures          | Harry Elfont, Deborah Kaplan     | Rachael Leigh Cook, Tara Reid, Rosario Dawson, Gabriel Mann        |         |
| 11      | Békés családi tűzfészek          | Kingdom Come                            |                             | Doug McHenry                     | LL Cool J, Jada Pinkett Smith, Vivica A. Fox, Loretta Devine       |         |
| 11      | Chopper – A kegyetlen            | Chopper                                 | First Look International    | Andrew Dominik                   | Eric Bana, Simon Lyndon, Vince Colosimo, Renée Brack               |         |
| 13      | Bridget Jones naplója            | Bridget Jones's Diary                   | Miramax                     | Sharon McGuire                   | Renée Zellweger, Colin Firth, Hugh Grant, Gemma Jones              |         |
| 13      |                                  | Jodi No. 1                              | Eros Worldwide              | David Dhawan                     | Szandzsaj Dutt, Govinda, Twinkle Khanna, Monica Bendi              |         |
| 13      |                                  | Lakeboat                                | Panorama Entertainment      | David Mamet                      | Charles Durning, Peter Falk, Denis Leary, Robert Forster           |         |
| 20      | Eszement Freddy                  | Freddy Got Fingered                     | 20th Century Studios        | Tom Green                        | Tom Green, Rip Torn, Marisa Coughlan, Eddie Kaye Thomas            |         |
| 20      | Krokodil Dundee Los Angelesben   | Crocodile Dundee in Los Angeles         | Paramount Pictures          | Simon Wincer                     | Paul Hogan, Linda Kozlowski, Jere Burns, Jonathan Banks            |         |
| 20      | A test                           | The Body                                | Lions Gate Films            | Jonas McCord                     | Antonio Banderas, Olivia Williams, John Shrapnel, Derek Jacobi     |         |
| 20      |                                  | The Center of the World                 | Artisan Entertainment       | Wayne Wang                       | Shane Edelman, Balthazar Getty, Molly Parker, Peter Sarsgaard      |         |
| 20      | Végzetes végjáték                | The Luzhin Defence                      | Sony Pictures Classics      | Marleen Gorris                   | John Turturro, Emily Watson, Geraldine James, Stuart Wilson        |         |
| 20      |                                  | Best Man in Grass Creek                 |                             | John Newcombe                    | John Newcombe, Grace Phillips, John Hines, Oksana Fedunyszyn       |         |
| 20      |                                  | Harry, un ami qui vous veut du bien     | Miramax                     | Dominik Moll                     | Laurent Lucas, Sergi López, Mathilde Seigner, Sophie Guillemin     |         |
| 20      |                                  | The Girl                                | Artisan Entertainment       | Sande Zeig                       | Claire Keim, Agathe de La Boulaye, Cyril Lecomte, Sandra Nkake     |         |
| 27      | Felpörgetve                      | Driven                                  | Renny Harlin                | Warner Bros.                     | Sylvester Stallone, Kip Pardue, Til Schweiger, Burt Reynolds       |         |
| 27      |                                  | Town & Country                          | New Line Cinema             | Peter Chelsom                    | Warren Beatty, Diane Keaton, Nastassja Kinski, Goldie Hawn         |         |
| 27      | Érzéki csalódás                  | One Night at McCool's                   | USA Films                   | Harald Zwart                     | Liv Tyler, Matt Dillon, Mary Jo Smith, Michael Douglas             |         |
| 27      | A sivatag vámpírjai              | The Forsaken                            | Screen Gems                 | J. S. Cardone                    | Kerr Smith, Brendan Fehr, Izabella Miko, Johnathon Schaech         |         |
| 27      | Az aranyserleg                   | The Golden Bowl                         | Lions Gate Films            | James Ivory                      | Uma Thurman, Jeremy Northam, Kate Beckinsale, James Fox            |         |
| 27      | Patkánymese                      | Rat                                     | Focus Features              | Steve Barron                     | Pete Postlethwaite, Imelda Staunton, Frank Kelly, David Wilmot     |         |
| 27      | Rossz vér                        | Mauvais sang                            | Wellspring Media            | Leos Carax                       | Michel Piccoli, Juliette Binoche, Denis Lavant, Hans Meyer         |         |
| 27      |                                  | Tuvalu                                  | Indican Pictures            | Veit Helmer                      | Denis Lavant, Chulpan Khamatova, Philippe Clay, Terrence Gillespie |         |

### Május
| Dátum | Magyar cím                | Eredeti cím                    | Stúdió / Forgalmazó         | Rendező                       | Főszereplők                                                     |       |
| Május | Május                     | Május                          | Május                       | Május                         | Május                                                           | Május |
| ----- | ------------------------- | ------------------------------ | --------------------------- | ----------------------------- | --------------------------------------------------------------- | ----- |
| 4     | A múmia visszatér         | The Mummy Returns              | Universal Pictures          | Stephen Sommers               | Brendan Fraser, Rachel Weisz, John Hannah, Arnold Vosloo        |       |
| 4     | Asszonysorsok Kínában     | Pavilion of Women              | Focus Features              | Ho Yim                        | Willem Dafoe, Luo Yan, Sau Sek, John Cho                        |       |
| 4     | Nora és Joyce             | Nora                           |                             | Pat Murphy                    | Ewan McGregor, Susan Lynch, Andrew Scott, Vinnie McCabe         |       |
| 4     | Homok alatt               | Sous le sable                  | WinStar Cinema              | François Ozon                 | Charlotte Rampling, Bruno Cremer, Jacques Nolot, Alexandra Stew |       |
| 4     | Végső leszámolás          | Shun liu ni liu                | Sony Pictures Entertainment | Tsui Hark                     | Nicholas Tse, Wu Bai, Anthony Wong, Candy Lo, Cathy Tsui        |       |
| 4     |                           | The Young Girl and the Monsoon | Artistic License            | James Ryan                    | Terry Kinney, Ellen Muth, Mili Avital, Domenick Lombardozzi     |       |
| 4     |                           | Eureka                         | Shooting Gallery            | Aojama Sindzsi                | Jakuso Kódzsi, Mijazaki Aoi, Mijazaki Maszaru, Szaitó Jóicsiró  |       |
| 11    | Lovagregény               | A Knight's Tale                | Sony Pictures Entertainment | Brian Helgeland               | Heath Ledger, Mark Addy, Rufus Sewell, Shannyn Sossamon         |       |
| 11    | A trombitás hattyú        | The Trumpet of the Swan        | Sony Pictures Entertainment | Terry L. Noss, Richard Rich   | Jason Alexander, Mary Steenburgen, Reese Witherspoon            |       |
| 11    | Kenyér és rózsa           | Bread and Roses                | Lions Gate Films            | Ken Loach                     | Pilar Padilla, Adrien Brody, Elpidia Carrillo, Jack McGee       |       |
| 11    | A király él               | The King Is Alive              | IFC Films                   | Kristian Levring              | Miles Anderson, Romane Bohringer, David Bradley, David Calder   |       |
| 11    | Hódító Adam               | About Adam                     | Miramax                     | Gerard Stembridge             | Stuart Townsend, Kate Hudson, Tommy Tiernan, Frances O’Connor   |       |
| 11    |                           | Startup.com                    | Artisan Entertainment       | Jehane Noujaim, Chris Hegedus | Kaleil Isaza Tuzman, Tom Herman, Kenneth Austin, Tricia Burke   |       |
| 11    | Rongy élet                | Sordid Lives                   | Regent Releasing            | Del Shores                    | Delta Burke, Bonnie Bedelia, Olivia Newton-John, Kirk Geiger    |       |
| 16    | Shrek                     | Shrek                          | DreamWorks                  | Andrew Adamson, Vicky Jenson  | Mike Myers, Eddie Murphy, Cameron Diaz, John Lithgow            |       |
| 18    | Angyali szemek            | Angel Eyes                     | Warner Bros.                | Luis Mandoki                  | Jennifer Lopez, James Caviezel, Jeremy Sisto, Terence Howard    |       |
| 18    | Moulin Rouge!             | Moulin Rouge!                  | 20th Century Studios        | Baz Luhrmann                  | Nicole Kidman, Ewan McGregor, John Leguizamo, Jim Broadbent     |       |
| 18    | Gyorsbüfék, gyors nők     | Fast Food Fast Women           | Lot 47 Films                | Amos Kollek                   | Anna Thomson, Jamie Harris, Louise Lasser, Robert Modica        |       |
| 25    | Pearl Harbor – Égi háború | Pearl Harbor                   | Walt Disney Pictures        | Michael Bay                   | Ben Affleck, Kate Beckinsale, Josh Hartnett, William Lee Scott  |       |
| 25    | A síró ember              | The Man Who Cried              | Focus Features              | Sally Potter                  | Christina Ricci, Cate Blanchett, Oleg Yankovskiy                |       |
| 25    |                           | The Road Home                  | Sony Pictures Classics      | Csang Ji-mou                  | Csang Ce-ji, Sun Honglei, Zheng Hao, Zhao Yulian                |       |
| 25    |                           | Bloody Angels                  | USA Films                   | Karin Julsrud                 | Reidar Sørensen, Jon Øigarden, Gaute Boris Skjegstad            |       |

### Június
| Dátum  | Magyar cím                         | Eredeti cím                         | Stúdió / Forgalmazó         | Rendező                            | Főszereplők                                                                                               |        |
| Június | Június                             | Június                              | Június                      | Június                             | Június | Június |
| ------ | ---------------------------------- | ----------------------------------- | --------------------------- | ---------------------------------- | --- | ------ |
| 1      | Tök állat                          | The Animal                          | Revolution Studios          | Luke Greenfield                    | Rob Schneider, Colleen Haskell, John C. McGinley, Ed Asner                                                |        |
| 1      | Négybalkéz                         | What's the Worst That Could Happen? | Metro-Goldwyn-Mayer         | Sam Weisman                        | Martin Lawrence, Danny DeVito, John Leguizamo, Glenne Headly                                              |        |
| 1      |                                    | Nuit de noces                       | Sevilla Pictures            | Émile Gaudreault                   | François Morency, Geneviève Brouillette, Pierrette Robitaille, Jacques Girard                             |        |
| 1      |                                    | Big Eden                            | Wolfe Video                 | Thomas Bezucha                     | Arye Gross, Eric Schweig, Tim DeKay, Louise Fletcher                                                      |        |
| 1      |                                    | Une vraie jeune fille               | Cinema Village Features     | Catherine Breillat                 | Charlotte Alexandra, Hiram Keller, Rita Maiden, Bruno Balp                                                |        |
| 6      | Addig jár a korsó a kútra…         | Le placard                          | Gaumont                     | Francis Veber                      | Daniel Auteuil, Gérard Depardieu, Thierry Lhermitte, Michèle Laroque, Jean Rochefort                      |        |
| 8      | Kardhal                            | Swordfish                           | Warner Bros.                | Dominic Sena                       | John Travolta, Hugh Jackman, Halle Berry, Don Cheadle                                                     |        |
| 8      | Evolúció                           | Evolution                           | DreamWorks                  | Ivan Reitman                       | David Duchovny, Orlando Jones, Julianne Moore, Seann William Scott                                        |        |
| 8      | Jóban-rosszban                     | The Anniversary Party               | Fine Line Features          | Alan Cumming, Jennifer Jason Leigh | Alan Cumming, Jennifer Jason Leigh, Phoebe Cates, Kevin Kline                                             |        |
| 8      |                                    | Bride of the Wind                   | Paramount Classics          | Bruce Beresford                    | Sarah Wynter, Jonathan Pryce, Vincent Pérez, Simon Verhoeven                                              |        |
| 8      | Élet mindenáron                    | Musíme si pomáhat                   | Sony Pictures Classics      | Jan Hřebejk                        | Bolek Polívka, Anna Šišková, Kassai Csongor, Jaruslav Dusek                                               |        |
| 8      | Atlantisz – Az elveszett birodalom | Atlantis: The Lost Empire           | Walt Disney Pictures        | Gary Trousdale, Kirk Wise          | Michael J. Fox, James Garner, Cree Summer, Don Novello                                                    |        |
| 9      |                                    | China: The Panda Adventure          | IMAX                        | Robert M. Young                    | Maria Bello, Yu Xia, Xander Berkeley, Bill Hayes                                                          |        |
| 15     | Lara Croft: Tomb Raider            | Lara Croft: Tomb Raider             | Paramount Pictures          | Simon West                         | Angelina Jolie, Jon Voight, Iain Glen, Noah Taylor                                                        |        |
| 15     |                                    | Lagaan: Once Upon a Time in India   | Sony Pictures Classics      | Ashutosh Gowariker                 | Ámir Khán, Raghubir Yadav, Gracy Singh, Rachel Shelley                                                    |        |
| 15     | Szexi dög                          | Sexy Beast                          | Fox Searchlight Pictures    | Jonathan Glazer                    | Ray Winstone, Ben Kingsley, Ian McShane, Amanda Redman                                                    |        |
| 15     | Kelet vadnyugat                    | South of Heaven, West of Hell       | Trimark Pictures            | Dwight Yoakam                      | Dwight Yoakam, Billy Bob Thornton, Luke Askew, Vince Vaughn                                               |        |
| 15     |                                    | Songcatcher                         | Lions Gate Films            |                                    | Janet McTeer, Michael Harding, Michael Davis, Michael Goodwin                                             |        |
| 15     | Gyalog galopp (ismétlés)           | Monty Python and the Holy Grail     | Python Pictures             | Terry Gilliam, Terry Jones         | Graham Chapman, John Cleese, Eric Idle, Terry Gilliam                                                     |        |
| 15     |                                    | Drôle de Félix                      | Pyramide Distribution       | Olivier Ducastel, Jaques Martineau | Sami Bouajila, Patachou, Ariane Ascaride, Pierre-Loup Rajot                                               |        |
| 15     |                                    | Whatever Happened to Harold Smith?  | USA Films                   | Peter Hewitt                       | Tom Courtenay, Michael Legge, Laura Fraser, Stephen Fry                                                   |        |
| 15     |                                    | Russian Doll                        | Lot 47 Films                | Stavros Kazantzidis                | Hugo Weaving, Natalia Novikova, David Wenham, Rebecca Frith                                               |        |
| 16     |                                    | Life and Debt                       | New Yorker Films            | Stephanie Black                    | Belinda Becker, Buju Banton, Horst Köhler, Michael Manley                                                 |        |
| 22     | Dr. Dolittle 2.                    | Dr. Dolittle 2                      | 20th Century Studios        | Steve Carr                         | Eddie Murphy, Cedric The Entertainer, Kristen Wilson, Raven-Symoné                                        |        |
| 22     | Halálos iramban                    | The Fast and the Furious            | Universal Pictures          | Rob Cohen                          | Vin Diesel, Paul Walker, Michelle Rodriguez, Jordana Brewster                                             |        |
| 22     |                                    | La Forteresse suspendue             | Les Productions La Fête     | Roger Cantin                       | Matthew Dupuis, Roxane Gaudette-Loiseau, Jérôme Leclerc-Couture, Charli Arcouette-Martineau, Xavier Dolan |        |
| 22     | A harcos és a hercegnő             | Der Krieger und die Kaiserin        | Sony Pictures Classics      | Tom Tykwer                         | Franka Potente, Benno Fürmann, Joachim Król, Lars Rudolph                                                 |        |
| 22     |                                    | Jinrō                               | Tidepoint Pictures          | Okiura Hirojuki                    | Michael Dobson, Fudzsiki Josikazu, Mutoh Szumi, Moneca Stori                                              |        |
| 22     |                                    | Lumumba                             | Zeitgeist Films             | Raoul Peck                         | Eriq Ebouaney, Alex Descas, Théophile Sowié, Maka Kotto                                                   |        |
| 27     | Fekete átok                        | Baby Boy                            | Sony Pictures Entertainment | John Singleton                     | Tyrese Gibson, Snoop Dogg, Ving Rhames, Taraji P. Henson, Omar Gooding, Adrienne-Joi Johnson, Mo’Nique    |        |
| 29     | A. I. – Mesterséges értelem        | A.I. Artificial Intelligence        | Warner Bros.                | Steven Spielberg                   | Haley Joel Osment, Jude Law, Frances O’Connor, Sam Robards                                                |        |
| 29     | Őrült és gyönyörű                  | Crazy/Beautiful                     | Walt Disney Pictures        | John Stockwell                     | Kirsten Dunst, Jay Hernandez, Bruce Davison, Herman Osorio                                                |        |
| 29     | Pootie Tang                        | Pootie Tang                         | Paramount Pictures          | Louis C.K.                         | Chris Rock, Lance Crouther, J. B. Smoove, Jennifer Coolidge                                               |        |
| 29     |                                    | Pandaemonium                        | USA Films                   | Julien Temple                      | Linus Roache, John Hannah, Samantha Morton, Emily Woof                                                    |        |
| 29     |                                    | Presque rien                        | Peccadillo Pictures         | Sébastien Lifshitz                 | Jérémie Elkaïm, Stéphane Rideau, Dominique Reymond                                                        |        |

### Július
| Dátum  | Magyar cím                                                | Eredeti cím                       | Stúdió / Forgalmazó         | Rendező               | Főszereplők                                                               |        |
| Július | Július                                                    | Július                            | Július                      | Július                | Július                                                                    | Július |
| ------ | --------------------------------------------------------- | --------------------------------- | --------------------------- | --------------------- | ------------------------------------------------------------------------- | ------ |
| 3      |                                                           | Iedereen beroemd!                 | Miramax                     | Dominique Deruddere   | Josse de Pauw, Eva van der Gucht, Werner de Smedt, Thekla Reuten          |        |
| 4      | Horrorra akadva 2.                                        | Scary Movie 2                     | Miramax                     | Keenen Ivory Wayans   | Anna Faris, Marlon Wayans, Antony Acker, Mark Barrett                     |        |
| 4      | Kutyák és macskák                                         | Cats & Dogs                       | Warner Bros.                | Lawrence Guterman     | Alec Baldwin, Tobey Maguire, Jeff Goldblum, Elizabeth Perkins             |        |
| 6      | A sárkány csókja                                          | Kiss of the Dragon                | 20th Century Studios        | Luc Besson            | Jet Li, Bridget Fonda, Tchéky Karyo                                       |        |
| 6      |                                                           | Jump Tomorrow                     | IFC Films                   | Joel Hopkins          | Tunde Adebimpe, Hippolyte Girardot, Raul A. Reyes, Alan Gryfe             |        |
| 6      | Elátkozott szerelem                                       | Lost and Delirious                | Lions Gate Films            | Léa Pool              | Piper Perabo, Jessica Paré, Mischa Barton, Jackie Burroughs               |        |
| 6      | Az élet csodái                                            | Mùa hè chiều thẳng đứng           | Sony Pictures Classics      | Trần Anh Hùng         | Tran Nu Yen Khe, Nguyễn Như Quỳnh, Le Khanh, Ngo Quang Hai                |        |
| 11     | Final Fantasy – A harc szelleme                           | Final Fantasy: The Spirits Within | Sony Pictures Entertainment | Szakagucsi Hironobu   | Alec Baldwin, Steve Buscemi, Ming-Na Wen, Ving Rhames                     |        |
| 13     | Doktor Szöszi                                             | Legally Blonde                    | Metro-Goldwyn-Mayer         | Robert Luketic        | Reese Witherspoon, Luke Wilson, Selma Blair, Matt Davis                   |        |
| 13     | A szajré                                                  | The Score                         | Paramount Pictures          | Frank Oz              | Robert De Niro, Edward Norton, Marlon Brando, Angela Bassett              |        |
| 13     |                                                           | Karmina 2                         | Alliance Atlantis Vivafilm  | Gabriel Pelletier     | Gildor Roy, Yves Pelletier, Diane Lavallée, Robert Brouillette            |        |
| 13     | Genya                                                     | Bully                             | Lions Gate Films            | Larry Clark           | Brad Renfro, Nick Stahl, Bijou Phillips, Rachel Miner                     |        |
| 13     | Pofozó pénzmosók                                          | Made                              | Artisan Entertainment       | Jon Favreau           | Vince Vaughn, Jon Favreau, Joe Goossen, Famke Janssen                     |        |
| 13     |                                                           | Downtown 81                       | Zeitgeist Films             | Edo Bertoglio         | Jean Michel Basquiat, John Lurie, Richard Weigand, Cyndy Schneidau        |        |
| 18     | Jurassic Park III.                                        | Jurassic Park III                 | Universal Pictures          | Joe Johnston          | Sam Neill, William H. Macy, Téa Leoni, Alessandro Nivola                  |        |
| 20     | Amerika kedvencei                                         | America's Sweethearts             | Revolution Studios          | Joe Roth              | Julia Roberts, John Cusack, Billy Crystal, Catherine Zeta-Jones           |        |
| 20     | Fivér                                                     | Burazā                            | Sony Pictures Classics      | Kitano Takesi         | Kitano Takesi, Claude Maki, Omar Epps, Kató Maszaja                       |        |
| 20     |                                                           | Hedwig and the Angry Inch         | Fine Line Features          | John Cameron Mitchell | John Cameron Mitchell, Miriam Shor, Stephen Trask, Theodore Liscinski     |        |
| 20     | Tétova tinédzserek                                        | Ghost World                       | Metro-Goldwyn-Mayer         | Terry Zwigoff         | Steve Buscemi, Thora Birch, Scarlett Johansson, Brad Renfro               |        |
| 27     | A majmok bolygója                                         | Planet of the Apes                | 20th Century Studios        | Tim Burton            | Mark Wahlberg, Helena Bonham Carter, Tim Roth, Michael Clarke Duncan      |        |
| 27     |                                                           | Yaadein                           | Tips                        | Subhash Ghai          | Hritik Rosan, Jackie Shroff, Kareena Kapoor, Amrish Puri                  |        |
| 27     |                                                           | Greenfingers                      | IDP Distribution            | Joel Hershman         | Clive Owen, Helen Mirren, David Kelly, Warren Clarke                      |        |
| 27     | Gyagyák a gatyában, avagy tudom, kit fűztél tavaly nyáron | Wet Hot American Summer           | USA Films                   | David Wain            | Janeane Garofalo, David Hyde Pierce, Michael Showalter, Marguerite Moreau |        |
| 27     | Tangó és tulipán                                          | Pane e Tulipani                   | First Look International    | Silvio Soldini        | Licia Maglietta, Bruno Ganz, Giuseppe Battiston, Antonio Catania          |        |
| 27     | 101 Reykjavík                                             | 101 Reykjavík                     | Menemsha Films              | Baltasar Kormákur     | Hilmir Snær Guðnason, Victoria Abril, Hanna María Karlsdóttir             |        |

### Augusztus
| Dátum     | Magyar cím                              | Eredeti cím                    | Stúdió / Forgalmazó        | Rendező                        | Főszereplők                                                                     |           |
| Augusztus | Augusztus                               | Augusztus                      | Augusztus                  | Augusztus                      | Augusztus                                                                       | Augusztus |
| --------- | --------------------------------------- | ------------------------------ | -------------------------- | ------------------------------ | ------------------------------------------------------------------------------- | --------- |
| 3         | Csúcsformában 2.                        | Rush Hour 2                    | New Line Cinema            | Brett Ratner                   | Jackie Chan, Chris Tucker, John Lone, Csang Ce-ji                               |           |
| 3         | Neveletlen hercegnő                     | The Princess Diaries           | Walt Disney Pictures       | Garry Marshall                 | Julie Andrews, Anne Hathaway, Héctor Elizondo, Heather Matarazzo                |           |
| 3         | Eredendő bűn                            | Original Sin                   | Metro-Goldwyn-Mayer        | Michael Cristofer              | Antonio Banderas, Angelina Jolie, Thomas Jane, Jack Thompson                    |           |
| 3         | Szerelmes Thomas                        | Thomas est amoureux            | IFC Films                  | Pierre-Paul Renders            | Benoît Verhaert, Aylin Yay, Magali Pinglaut, Micheline Hardy                    |           |
| 3         | Apokalipszis most (kibővített változat) | Apocalypse Now Redux           | Miramax                    | Francis Ford Coppola           | Martin Sheen, Marlon Brando, Robert Duvall, Frederic Forest                     |           |
| 3         | A nap alatt                             | Under solen                    | Shadow Distribution        | Colin Nutley                   | Rolf Lassgård, Helena Bergström, Johan Widerberg, Gunilla Röör                  |           |
| 8         | Meghallgatás                            | Ōdishon                        | Vitagraph Films            | Miike Takasi                   | Isibasi Rjo, Siina Eihi, Szavaki Tecu, Kunimura Dzsun                           |           |
| 10        | Amerikai pite 2.                        | American Pie 2                 | Universal Pictures         | J. B. Rogers                   | Jason Biggs, Seann William Scott, Shannon Elizabeth, Alyson Hannigan            |           |
| 10        | Ozmózis Jones – A belügyi nyomozó       | Osmosis Jones                  | Warner Bros.               | Bobby Farrelly, Peter Farrelly | Laurence Fishburne, Chris Rock, David Hyde Pierce, Brandy Norwood               |           |
| 10        | Más világ                               | The Others                     | Miramax                    | Alejandro Amenábar             | Nicole Kidman, Christopher Eccleston, Fionnula Flanagan, Elaine Cassidy         |           |
| 10        | A 9. szalag                             | Session 9                      | USA Films                  | Brad Anderson                  | David Caruso, Stephen Gevedon, Paul Guilfoyle, Josh Lucas                       |           |
| 10        | Amerikai rapszódia                      | An American Rhapsody           | Paramount Classics         | Gárdos Éva                     | Nastassja Kinski, Scarlett Johansson, Tony Goldwyn, Mae Whitman, Bánfalvy Ágnes |           |
| 10        | Mélyvíz                                 | The Deep End                   | Fox Searchlight Pictures   | Scott McGehee, David Siegel    | Tilda Swinton, Goran Višnjić, Jonathan Tucker, Peter Donat                      |           |
| 10        |                                         | The Turandot Project           | Zeitgeist Films            | Allan Miller                   | Zubin Mehta, Carlo Allemano, Lando Bartolini, Giovanna Casolla                  |           |
| 10        |                                         | All Over the Guy               | Lions Gate Films           | Julie Davis                    | Dan Bucatinsky, Richard Ruccolo, Sasha Alexander, Adam Goldberg                 |           |
| 17        | Üldözési mánia                          | Rat Race                       | Paramount Pictures         | Jerry Zucker                   | Breckin Meyer, Amy Smart, Whoopi Goldberg, Vince Vieluf                         |           |
| 17        | Törvényen kívül                         | American Outlaws               | Warner Bros.               | Les Mayfield                   | Colin Farrell, Scott Caan, Ali Larter, Gabriel Macht                            |           |
| 17        | Corelli kapitány mandolinja             | Captain Corelli's Mandolin     | Universal Pictures         | John Madden                    | Nicolas Cage, Penélope Cruz, John Hurt, Christian Bale                          |           |
| 17        |                                         | Bande à part                   | Rialto Pictures            | Jean-Luc Godard                | Anna Karina, Claude Brasseur, Danièle Girard, Louisa Colpeyn                    |           |
| 17        |                                         | Aberdeen                       | First Run                  | Hans Petter Moland             | Stellan Skarsgård, Lena Headey, Jean Johansson, Charlotte Rampling              |           |
| 17        | Dalok a második emeletről               | Sånger från andra våningen     | New Yorker Films           | Roy Andersson                  | Lars Nordh, Stefan Larsson, Bengt C. W. Carlsson, Torbjörn Fahlström            |           |
| 17        |                                         | Innocence                      | IDP Distribution           | Paul Cox                       | Julia Blake, Bud Tingwell, Kristine Van Pellicom                                |           |
| 24        | Jay és Néma Bob visszavág               | Jay and Silent Bob Strike Back | Miramax                    | Kevin Smith                    | Jason Mewes, Kevin Smith, Amy Noble, Harley Quinn Smith                         |           |
| 24        | Kapás van!                              | Summer Catch                   | Warner Bros.               | Michael Tollin                 | Freddie Prinze Jr., Jessica Biel, Fred Ward, Matthew Lillard                    |           |
| 24        | A Mars szelleme                         | Ghosts of Mars                 | Screen Gems                | John Carpenter                 | Natasha Henstridge, Ice Cube, Pam Grier, Jason Statham                          |           |
| 24        | A buborék srác                          | Bubble Boy                     | Walt Disney Pictures       | Blair Hayes                    | Jake Gyllenhaal, Swoosie Kurtz, Marley Shelton, Danny Trejo                     |           |
| 24        | A jade skorpió átka                     | The Curse of the Jade Scorpion | DreamWorks                 | Woody Allen                    | Greg Stebner, Woody Allen, John Tormey, John Schuck                             |           |
| 24        | Tortilla leves                          | Tortilla Soup                  | The Samuel Goldwyn Company | María Ripoll                   | Héctor Elizondo, Jacqueline Obradors, Tamara Mello, Jude Herrera                |           |
| 24        | Együtt                                  | Tillsammans                    | IFC Films                  | Lukas Moodysson                | Lisa Lindgren, Michael Nyqvist, Emma Samuelsson, Sam Kessel                     |           |
| 24        | Papás-mamás                             | Maybe Baby                     | USA Films                  | Ben Elton                      | Hugh Laurie, Joely Richardson, Matthew Macfadyen, Adrian Lester                 |           |
| 24        |                                         | Fighter                        | First Run                  | Amir Bar-Lev                   | Arnost Lustig, Jan Wiener                                                       |           |
| 24        |                                         | Happy Accidents                | IFC Films                  | Brad Anderson                  | Marisa Tomei, Vincent D’Onofrio, Holland Taylor, Mick Weber                     |           |
| 31        | Aki bújt, aki nem                       | Jeepers Creepers               | United Artists             | Timo Vuorensola                | Gina Philips, Justin Long, Jonathan Breck, Patricia Belcher                     |           |
| 31        | O (Othello)                             | O                              | Lions Gate Films           | Tim Blake Nelson               | Mekhi Phifer, Julia Stiles, Martin Sheen, Josh Hartnett                         |           |
| 31        |                                         | Lajja                          | Eros Worldwide             | Rajkumar Santoshi              | Manisha Koirala, Jackie Shroff, Mádhuri Díksit, Ajay Devgn                      |           |
| 31        | Funny Girl (ismétlés)                   | Funny Girl                     | Sony Pictures Repertory    | William Wyler                  | Barbra Streisand, Omar Sharif, Kay Medford, Anne Francis                        |           |
| 31        |                                         | Speedway Junky                 | Regent Releasing           | Nickolas Perry                 | Richard Balin, Jaime Bergman, Jesse Bradford, Jordan Brower                     |           |
| 31        |                                         | Une affaire de goût            | Attitude Films             | Bernard Rapp                   | Bernard Giraudeau, Jean-Pierre Lorit, Florence Thomassin, Charles Berling       |           |

### Szeptember
| Dátum      | Magyar cím                   | Eredeti cím                     | Stúdió / Forgalmazó         | Rendező                         | Főszereplők                                                                                  |            |
| Szeptember | Szeptember                   | Szeptember                      | Szeptember                  | Szeptember                      | Szeptember                                                                                   | Szeptember |
| ---------- | ---------------------------- | ------------------------------- | --------------------------- | ------------------------------- | -------------------------------------------------------------------------------------------- | ---------- |
| 7          | Rocksztár                    | Rock Star                       | Warner Bros.                | Stephen Herek                   | Mark Wahlberg, Jennifer Aniston, Dominic West, Jason Bonham                                  |            |
| 7          | A muskétás                   | The Musketeer                   | Universal Pictures          | Peter Hyams                     | Justin Chambers, Catherine Deneuve, Mena Suvari, Stephen Rea, Tim Roth                       |            |
| 7          |                              | Two Can Play That Game          | Screen Gems                 | Mark Brown                      | Vivica A. Fox, Morris Chestnut, Anthony Anderson, Gabrielle Union                            |            |
| 7          |                              | Soul Survivors                  | Artisan Entertainment       | Stephen Carpenter               | Melissa Sagemiller, Wes Bentley, Casey Affleck, Eliza Dushku                                 |            |
| 7          |                              | L.I.E.                          | Lot 47 Films                | Michael Cuesta                  | Brian Cox, Paul Dano, Bruce Altman, Billy Kay                                                |            |
| 7          |                              | La virgen de los sicarios       | Paramount Classics          | Barbet Schroeder                | Germán Jaramillo, Anderson Ballesteros, Juan David Restrepo                                  |            |
| 7          |                              | Bounce: Behind the Velvet Rope  | Artistic License            | Steven Cantor                   | Black Prince, Omar Cook, Alan Crosley, Frank DeMaio                                          |            |
| 14         | Aranytartalék                | Hardball                        | Paramount Pictures          | Brian Robbins                   | Keanu Reeves, Diane Lane, John Hawkes, Bryan Hearne                                          |            |
| 14         |                              | The Glass House                 | Sony Pictures Entertainment | Daniel Sackheim                 | Diane Lane, Leelee Sobieski, Stellan Skarsgård, Bruce Dern                                   |            |
| 14         |                              | Herman U.S.A.                   | Two Silks Releasing         | Bill Semans                     | Kevin Chamberlain, Michael O’Keefe, Enid Graham, Ann Hamilton                                |            |
| 14         |                              | Diamond Men                     | Panorama Entertainment      | Dan Cohen                       | Robert Forster, Donnie Wahlberg, Bess Armstrong, Jasmine Guy                                 |            |
| 14         |                              | Haiku Tunnel                    | Sony Pictures Classics      | Jacob Kornbluth, Josh Kornbluth | Josh Kornbluth, Warren Keith                                                                 |            |
| 19         |                              | Children Underground            | Cinemax                     | Edet Belzberg                   | Cristina Ionescu, Mihai Alexandre Tudose, Violeta 'Macarena' Rosu                            |            |
| 21         | Glitter                      | Glitter                         | 20th Century Studios        | Vondie Curtis-Hall              | Mariah Carey, Terrence Howard, Max Beesley                                                   |            |
| 21         | Megiddó                      | Megiddo: The Omega Code 2       | 8x Entertainment            | Brian Trenchard-Smith           | Michael York, Michael Biehn, Diane Venora, R. Lee Ermey, Udo Kier                            |            |
| 21         |                              | Go Tigers!                      | IFC Films                   | Kenneth A. Carlson              | Dave Irwin, Ellery Moore, Joe Paterno, Danny Studer                                          |            |
| 21         |                              | Liam                            | Lions Gate Films            | Stephen Frears                  | Ian Hart, Claire Hackett, Anne Reid, Anthony Borrows, Megan Burns                            |            |
| 21         | D, a vámpírvadász – Vérszomj | Banpaia Hantā Dī: Buraddorasuto | Madhouse                    | Kavadzsiri Josiaki              | Tanaka Hidejuki, Nagai Icsiró, Jamadera Kóicsi, Sinohara Emi, Hajasibara Megumi              |            |
| 21         |                              | Sorority Girls' Revenge         | Ibex Productions            | Keith Warn                      | Stacy Oliver, Kevin Wortman, Kelly Kraegel, Tisha Brown                                      |            |
| 28         | Ne szólj száj!               | Don't Say a Word                | 20th Century Studios        | Gary Fleder                     | Michael Douglas, Sean Bean, Brittany Murphy, Famke Janssen                                   |            |
| 28         | Zoolander, a trendkívüli     | Zoolander                       | Paramount Pictures          | Ben Stiller                     | Ben Stiller, Owen Wilson, Christine Taylor, Will Ferrell                                     |            |
| 28         | Atlantisz gyermekei          | Hearts in Atlantis              | Warner Bros.                | Scott Hicks                     | Anthony Hopkins, Anton Yelchin, Hope Davis, Mika Boorem                                      |            |
| 28         |                              | Extreme Days                    | Providence Entertainment    | Eric Hannah                     | Dante Basco, Ryan Browning, A. J. Buckley, Derek Hamilton, Cassidy Rae                       |            |
| 28         |                              | Dinner Rush                     | Access Entertainment        | Bob Giraldi                     | Danny Aiello, Edoardo Ballerini, John Rothman, Frank Bongiorno                               |            |
| 28         |                              | Born Romantic                   | United Artists              | David Kane                      | Craig Ferguson, Ian Hart, Jane Horrocks, Adrian Lester                                       |            |
| 28         | Ki tudja?                    | Va savoir                       | Sony Pictures Classics      | Jacques Rivette                 | Jeanne Balibar, Sergio Castellitto, Marianne Basler, Hélène de Fougerolles, Catherine Rouvel |            |
| 28         |                              | Shadow Glories                  |                             | Yevgeni Bauer                   | Marc Sandler, Linda Amendola, Sarah Rachel Isenberg                                          |            |

### Október
| Dátum   | Magyar cím                         | Eredeti cím                           | Stúdió / Forgalmazó         | Rendező                    | Főszereplők                                                         |         |
| Október | Október                            | Október                               | Október                     | Október                    | Október                                                             | Október |
| ------- | ---------------------------------- | ------------------------------------- | --------------------------- | -------------------------- | ------------------------------------------------------------------- | ------- |
| 5       | Kiképzés                           | Training Day                          | Warner Bros.                | Antoine Fuqua              | Denzel Washington, Ethan Hawke, Scott Glenn, Tom Berenger           |         |
| 5       | Szerelem a végzeten                | Serendipity                           | Miramax                     | Peter Chelsom              | John Cusack, Kate Beckinsale, Jeremy Piven, Bridget Moynahan        |         |
| 5       | Kéjutazás                          | Joy Ride                              | 20th Century Studios        | John Dahl                  | Steve Zahn, Paul Walker, Leelee Sobieski, Jessica Bowman            |         |
| 5       | Kiskrapek visszavág                | Max Keeble's Big Move                 | Walt Disney Pictures        | Tim Hill                   | Alex D. Linz, Larry Miller, Jamie Kennedy, Zena Grey                |         |
| 5       |                                    | The Endurance                         | Cowboy Pictures             | George Butler              | Liam Neeson                                                         |         |
| 5       | Werckmeister harmóniák             | Werckmeister harmóniák                | Menemsha Films              | Tarr Béla, Hranitzky Ágnes | Lars Rudolph, Peter Fitz, Hanna Schygulla, Derzsi János             |         |
| 5       |                                    | Chop Suey                             | Zeitgeist Films             | Bruce Weber                | Jan-Michael Vincent, Peter Johnson, Frances Faye, Herbie Fletcher   |         |
| 5       |                                    | Grateful Dawg                         | Sony Pictures Entertainment | Gillian Grisman            | Jerry Garcia, David Grisman, Joe Craven, Jim Kerwin                 |         |
| 8       | Mulholland Drive – A sötétség útja | Mulholland Drive                      | Universal Pictures          | David Lynch                | Naomi Watts, Laura Harring, Justin Theroux, Jeanne Bates            |         |
| 12      | Banditák                           | Bandits                               | Metro-Goldwyn-Mayer         | Barry Levinson             | Bruce Willis, Billy Bob Thornton, Cate Blanchett                    |         |
| 12      | Corky Romano, a kezes farkas       | Corky Romano                          | Walt Disney Pictures        | Rob Pritts                 | Chris Kattan, Peter Falk, Vinessa Shaw, Peter Berg                  |         |
| 12      | Vasmajom                           | Siu nin Wong Fei Hung chi: Tit ma lau | Miramax                     | Jűn Vó-pheng               | Rongguang Yu, Donnie Yen, Jean Wang, Sze-Man Tsang                  |         |
| 12      |                                    | My First Mister                       | Paramount Classics          | Christine Lahti            | Albert Brooks, Leelee Sobieski, Rutanya Alda, Natasha Braisewell    |         |
| 12      |                                    | Spriggan                              | ADV Films                   | Kavaszaki Hirocugu         | Morikubo Sótaró, Aigasze Rjúdzsi, Kojaszu Takehito, Szuzuki Kacumi  |         |
| 12      |                                    | À ma sœur!                            | Cowboy Pictures             | Catherine Breillat         | Anaïs Reboux, Roxane Mesquida, Libero De Rienzo, Arsinée Khanjian   |         |
| 12      |                                    | Sobibór, October 14, 1943, 4 p.m.     | New Yorker Films            | Claude Lanzmann            | Yehuda Lerner, Francine Kaufmann, Claude Lanzmann                   |         |
| 19      | Fiúk az életemből                  | Riding in Cars with Boys              | Sony Pictures Entertainment | Penny Marshall             | Drew Barrymore, Steve Zahn, Adam Garcia, Brittany Murphy            |         |
| 19      | A pokolból                         | From Hell                             | 20th Century Studios        | Albert és Allen Hughes     | Johnny Depp, Heather Graham, Ian Holm, Robbie Coltrane              |         |
| 19      | Az utolsó erőd                     | The Last Castle                       | DreamWorks                  | Rod Lurie                  | Robert Redford, James Gandolfini, Mark Ruffalo, Steve Burton        |         |
| 19      |                                    | One Week                              |                             | Carl Seaton                | Kenny Young, Saadiqa Muhammad, Eric Lane, Milauna Jackson           |         |
| 19      |                                    | Dancing at the Blue Iguana            |                             | Michael Radford            | Charlotte Ayanna, Daryl Hannah, Sandra Oh, Kristin Bauer            |         |
| 19      | Intimitás                          | Intimacy                              | Empire Pictures Inc.        | Patrice Chéreau            | Mark Rylance, Kerry Fox, Susannah Harker, Alastair Galbraith        |         |
| 19      | Az élet nyomában                   | Waking Life                           |                             | Richard Linklater          | Ethan Hawke, Trevor Jack Brooks, Lorelei Linklater, Wiley Wiggins   |         |
| 19      |                                    | Focus                                 | Paramount Classics          | Neal Slavin                | William H. Macy, Laura Dern, David Paymer, Meat Loaf                |         |
| 19      |                                    | Plata quemada                         | Strand Releasing            | Marcelo Piñeyro            | Eduardo Noriega, Leonardo Sbaraglia, Pablo Echarri, Leticia Brédice |         |
| 26      | 13 kísértet                        | Thir13en Ghosts                       | Warner Bros.                | Steve Beck                 | Tony Shalhoub, Shannon Elizabeth, Embeth Davidtz, Matthew Lillard   |         |
| 26      | K-PAX – A belső bolygó             | K-Pax                                 | Universal Pictures          | Iain Softley               | Kevin Spacey, Jeff Bridges, Mary McCormack, Alfre Woodard           |         |
| 26      | Randivonat                         | On the Line                           | Miramax                     | Eric Bross                 | Lance Bass, Joey Fatone, Emmanuelle Chriqui                         |         |
| 26      | Csontok                            | Bones                                 | New Line Cinema             | Ernest R. Dickerson        | Snoop Dogg, Pam Grier, Michael T. Weiss, Clifton Powell             |         |
| 26      | Magas sarok, alvilág               | High Heels and Low Lifes              | Walt Disney Pictures        | Mel Smith                  | Kevin McNally, Minnie Driver, Mary McCormack, Mark Williams         |         |
| 26      |                                    | Asoka                                 | First Look International    | Santosh Sivan              | Sáhruh Khán, Kareena Kapoor, Danny Denzongpa, Hrishitaa Bhatt       |         |
| 26      | Donnie Darko                       | Donnie Darko                          | Newmarket Films             | Richard Kelly              | Jake Gyllenhaal, Jena Malone, Mary McDonnell, Holmes Osborne        |         |
| 26      | Az élet háza                       | Life as a House                       | New Line Cinema             | Irwin Winkler              | Hayden Christensen, Kevin Kline, Kristin Scott Thomas, Jena Malone  |         |
| 26      |                                    | Better Than Sex                       | IDP Distribution            | Jonathan Teplitzky         | David Wenham, Susie Porter, Catherine McClements, Kris McQuade      |         |
| 26      | Vérszomj                           | Ginger Snaps                          | Cinema Village Features     | John Fawcett               | Emily Perkins, Katharine Isabelle, Kris Lemche, Mimi Rogers         |         |
| 26      | A nyugodt város                    | La ville est tranquille               | New Yorker Films            | Robert Guédiguian          | Ariane Ascaride, Jean-Pierre Darroussin                             |         |

### November
| Dátum    | Magyar cím                                   | Eredeti cím                           | Stúdió / Forgalmazó    | Rendező                            | Főszereplők                                                                |          |
| November | November                                     | November                              | November               | November                           | November                                                                   | November |
| -------- | -------------------------------------------- | ------------------------------------- | ---------------------- | ---------------------------------- | -------------------------------------------------------------------------- | -------- |
| 2        | Szörny Rt.                                   | Monsters, Inc.                        | Walt Disney Pictures   | Pete Docter, David Silverman       | Billy Crystal, John Goodman, Mary Gibbs, Steve Buscemi                     |          |
| 2        | A vér kötelez                                | Domestic Disturbance                  | Paramount Pictures     | Harold Becker                      | John Travolta, Nick Loren, Matt O’Leary, Ruben Santiago-Hudson             |          |
| 2        | Az egyetlen                                  | The One                               | Revolution Studios     | James Wong                         | Jet Li, Carla Gugino, Delroy Lindo, Jason Statham                          |          |
| 2        | Az ember, aki ott se volt                    | The Man Who Wasn't There              | USA Films              | Coen testvérek                     | Billy Bob Thornton, Frances McDormand, Michael Badalucco, James Gandolfini |          |
| 2        | Visszajátszás                                | Tape                                  | Lions Gate Films       | Richard Linklater                  | Ethan Hawke, Robert Sean Leonard, Uma Thurman                              |          |
| 2        | Amélie csodálatos élete                      | Le Fabuleux Destin d’Amélie Poulain   | Miramax                | Jean-Pierre Jeunet                 | Audrey Tautou, Mathieu Kassovitz, Rufus, Lorella Cravotta                  |          |
| 2        | A pillangó megrebbenti szárnyát              | Le battement d'ailes du papillon      | Lot 47 Films           | Laurent Firode                     | Audrey Tautou, Faudel, Eric Savin, Nathalie Besançon                       |          |
| 2        |                                              | Punks                                 |                        | Patrik-Ian Polk                    | Seth Gilliam, Dwight Ewell, Andre Johnson, Rockmond Dunbar                 |          |
| 2        |                                              | Everything Put Together               | Vitagraph Films        | Marc Forster                       | Radha Mitchell, Megan Mullally, Catherine Lloyd Burns, Jacqueline Heinze   |          |
| 9        | A nagyon nagy Ő                              | Shallow Hal                           | 20th Century Studios   | Bobby Farrelly, Peter Farrelly     | Jack Black, Gwyneth Paltrow, Jason Alexander, Joe Viterelli                |          |
| 9        | Az arany markában                            | Heist                                 | Warner Bros.           | David Mamet                        | Gene Hackman, Rebecca Pidgeon, Danny DeVito, Delroy Lindo                  |          |
| 9        | Gubancos élet                                | Maze                                  |                        | Rob Morrow                         | Rob Morrow, Laura Linney, Craig Sheffer, Rose Gregorio                     |          |
| 9        |                                              | King of the Jungle                    |                        | Seth Zvi Rosenfeld                 | Cliff Gorman, John Leguizamo, Rosie Perez, Julie Carmen                    |          |
| 16       | Harry Potter és a bölcsek köve               | Harry Potter and the Sorcerer's Stone | Warner Bros.           | Chris Columbus                     | Daniel Radcliffe, Rupert Grint, Emma Watson, Maggie Smith                  |          |
| 16       | Balhé a mosodában                            | The Wash                              | Lions Gate Films       | D. J. Pooh                         | Dr. Dre, Snoop Dogg, Anthony Albano                                        |          |
| 16       | Novocaine                                    | Novocaine                             | Artisan Entertainment  | David Atkins                       | Steve Martin, Helena Bonham Carter, Chelcie Ross, Laura Dern               |          |
| 16       |                                              | The Fluffer                           | First Run              | Richard Glatzer, Wash Westmoreland | Scott Gurney, Michael Cunio, Roxanne Day, Taylor Negron                    |          |
| 16       |                                              | Lola                                  | Wellspring Media       | Jacques Demy                       | Anouk Aimée, Marc Michel, Jacques Harden, Alan Scott                       |          |
| 16       | Ismeretlen kód                               | Code inconnu                          | Leisure Time Features  | Michael Haneke                     | Juliette Binoche, Thierry Neuvic, Josef Bierbichler, Alexandre Hamidi      |          |
| 16       |                                              | The Simian Lane                       | Gabriel Film Group     | Linda Yellen                       | Lynn Redgrave, Jamey Sheridan, Harry Connick Jr., Cindy Crawford           |          |
| 21       | Kémjátszma                                   | Spy Game                              | Universal Pictures     | Tony Scott                         | Robert Redford, Brad Pitt, Catherine McCormack, Stephen Dillane            |          |
| 21       | Gagyi lovag                                  | Black Knight                          | 20th Century Studios   | Gil Junger                         | Martin Lawrence, Marsha Thomason, Tom Wilkinson, Vincent Regan             |          |
| 21       | Meredek pálya                                | Out Cold                              | Walt Disney Pictures   | Brendan Malloy, Emmett Malloy      | Flex Alexander, David Denman, A. J. Cook, Caroline Dhavernas               |          |
| 21       | Ördöggerinc                                  | El espinazo del diablo                | Sony Pictures Classics | Guillermo del Toro                 | Marisa Paredes, Eduardo Noriega, Federico Luppi, Fernando Tielve           |          |
| 23       |                                              | Sidewalks of New York                 | Paramount Classics     | Edward Burns                       | Edward Burns, Heather Graham, Penny Balfour, Michael Leydon Campbell       |          |
| 23       | A hálószobában                               | In the Bedroom                        | Miramax                | Todd Field                         | Tom Wilkinson, Sissy Spacek, Nick Stahl, Marisa Tomei                      |          |
| 23       | Szicíliai testvérek, avagy ahogyan nevettünk | Così ridevano                         | New Yorker Films       | Gianni Amelio                      | Francesco Giuffrida, Enrico Lo Verso, Fabrizio Gifuni, Calogero Caruana    |          |
| 30       | Ellenséges terület                           | Behind Enemy Lines                    | 20th Century Studios   | John Moore                         | Gene Hackman, Owen Wilson, Gabriel Macht, Charles Malik Whitfield          |          |
| 30       | Texas Rangers                                | Texas Rangers                         | Miramax                | Steve Miner                        | James Van Der Beek, Rachael Leigh Cook, Ashton Kutcher, Dylan McDermott    |          |
| 30       |                                              | Les Boys III                          | Lions Gate Films       | Louis Saya                         | Marc Messier, Rémy Girard, Patrick Huard, Serge Thériault                  |          |
| 30       |                                              | ABCD                                  | Eros Worldwide         |                                    | David Ari, Sheetal Sheth, Madhur Jaffrey, Faran Tahir                      |          |
| 30       | A királyné nyakéke                           | The Affair of the Necklace            | Warner Bros.           | Charles Shyer                      | Hilary Swank, Simon Baker, Jonathan Pryce, Adrien Brody                    |          |
| 30       |                                              | Porn Star: The Legend of Ron Jeremy   |                        | Scott J. Gil                       | Ron Jeremy, William Margold, Al Goldstein, Al Lewis                        |          |
| 30       | Utánam a vízözön (ismétlés)                  | The Last Wave                         | Cowboy Pictures        | Peter Weir                         | Richard Chamberlain, Olivia Hamnett, David Gulpili, Frederick Parslow      |          |
| 30       |                                              | La baie des anges                     | Wellsping Media        | Jacques Demy                       | Jeanne Moreau, Claude Mann, Paul Guers, Henri Nassiet                      |          |
| 30       |                                              | The Independent                       | Arrow Releasing        | Stephen Kessler                    | Jerry Stiller, Janeane Garofalo, Max Perlich, Ted Demme                    |          |

### December
| Dátum    | Magyar cím                         | Eredeti cím                                       | Stúdió / Forgalmazó         | Rendező           | Főszereplők                                                          |          |
| December | December                           | December                                          | December                    | December          | December                                                             | December |
| -------- | ---------------------------------- | ------------------------------------------------- | --------------------------- | ----------------- | -------------------------------------------------------------------- | -------- |
| 7        | Ocean’s Eleven – Tripla vagy semmi | Ocean's Eleven                                    | Warner Bros.                | Steven Soderbergh | George Clooney, Brad Pitt, Julia Roberts, Matt Damon                 |          |
| 7        |                                    | The Business of Strangers                         | IFC Films                   | Patrick Stettner  | Stockard Channing, Julia Stiles, Fred Weller                         |          |
| 7        |                                    | Baran                                             | Miramax                     | Majid Majidi      | Hossein Abedini, Zahra Bahrami, Mohammad Amir Naji                   |          |
| 7        | Senkiföldje                        | Ničija zemlja                                     | Metro-Goldwyn-Mayer         | Danis Tanović     | Branko Djuric, Rene Bitorajac, Filip Sovagonic, Georges Siatidis     |          |
| 12       | A senki földjén                    | Abril Despedaçado                                 | Miramax                     | Walter Salles     | José Dumont, Rodrigo Santoro, Rita Assemany, Luiz Carlos Vasconcelos |          |
| 13       |                                    | Piñero                                            | Miramax                     | Leon Ichaso       | Benjamin Bratt, Giancarlo Esposito, Talisa Soto, Nelson Vasquez      |          |
| 14       | Vanília égbolt                     | Vanilla Sky                                       | Paramount Pictures          | Cameron Crowe     | Tom Cruise, Penélope Cruz, Cameron Diaz, Kurt Russell                |          |
| 14       | Már megint egy dilis amcsi film    | Not Another Teen Movie                            | Sony Pictures Entertainment | Joel Gallen       | Chyler Leigh, Jaime Pressly, Chris Evans, Eric Christian Olsen       |          |
| 14       | Lantana – Szövevény                | Lantana                                           | Lions Gate Films            | Ray Lawrence      | Anthony LaPaglia, Geoffrey Rush, Rachael Blake, Kerry Armstrong      |          |
| 14       | Tenenbaum, a háziátok              | The Royal Tenenbaums                              | Walt Disney Pictures        | Wes Anderson      | Gene Hackman, Gwyneth Paltrow, Anjelica Huston, Ben Stiller          |          |
| 14       |                                    | Kandahar                                          | Avatar Films                | Mohsen Makhmalbaf | Nelofer Pazira, Hassan Tantai, Ike Ogut, Sadou Teymouri              |          |
| 14       | Meztelen mennyország               | The Other Side of Heaven                          | Excel Entertainment         | Mitch Davis       | Christopher Gorham, Anne Hathaway, Joe Folau, Nathaniel Lees         |          |
| 14       | Iris – Egy csodálatos női elme     | Iris                                              | Miramax                     | Richard Eyre      | Judi Dench, Jim Broadbent, Kate Winslet, Hugh Bonneville             |          |
| 14       |                                    | Kabhi Khushi Kabhie Gham..                        | Yash Raj Films              | Karan Johar       | Sáhruh Khán, Kajol, Amitábh Baccsan, Hritik Rosan                    |          |
| 14       |                                    | Eban and Charlie                                  |                             | James Bolton      | Brent Fellows, Gio Black Peter, Ellie Nicholson, Drew Zeller         |          |
| 19       | A Gyűrűk Ura: A Gyűrű Szövetsége   | The Lord of the Rings: The Fellowship of the Ring | New Line Cinema             | Peter Jackson     | Elijah Wood, Ian McKellen, Orlando Bloom, Sean Bean                  |          |
| 21       | Jimmy Neutron, a csodagyerek       | Jimmy Neutron: Boy Genius                         | Paramount Pictures          | John A. Davis     | Debi Derryberry, Rob Paulsen, Megan Cavanagh, Mark DeCarlo           |          |
| 21       | Akárki Joe                         | Joe Somebody                                      | 20th Century Studios        | John Pasquin      | Tim Allen, Julie Bowen, Kelly Lynch, Greg Germann                    |          |
| 21       | Mi lenne, ha?                      | The Majestic                                      | Warner Bros.                | Frank Darabont    | Jim Carrey, Martin Landau, Bob Balaban, Jeffrey DeMunn               |          |
| 21       | Fűre tépni szabad                  | How High                                          | Universal Pictures          | Jesse Dylan       | Method Man, Redman, Obba Babatundé, Mike Epps                        |          |
| 21       | Egy csodálatos elme                | A Beautiful Mind                                  | Universal Pictures          | Ron Howard        | Russell Crowe, Ed Harris, Jennifer Connelly, Christopher Plummer     |          |
| 21       |                                    | En sång för Martin                                | First Look International    | Bille August      | Sven Wollter, Viveka Seldahl, Reine Brynolfsson, Linda Källgren      |          |
| 25       | Kate és Leopold                    | Kate & Leopold                                    | Miramax                     | James Mangold     | Meg Ryan, Hugh Jackman, Liev Schreiber, Breckin Meyer                |          |
| 25       | Ali                                | Ali                                               | Sony Pictures Entertainment | Michael Mann      | Will Smith, Jamie Foxx, Jon Voight, Mario Van Peebles                |          |
| 25       | Kikötői hírek                      | The Shipping News                                 | Miramax                     | Lasse Hallström   | Kevin Spacey, Julianne Moore, Judi Dench, Cate Blanchett             |          |
| 26       | Gosford Park                       | Gosford Park                                      | USA Films                   | Robert Altman     | Maggie Smith, Ryan Phillippe, Michael Gambon, Kristin Scott Thomas   |          |
| 26       | Szörnyek keringője                 | Monster's Ball                                    | Lions Gate Films            | Marc Forster      | Billy Bob Thornton, Halle Berry, Taylor Simpson, Gabrielle Witcher   |          |
| 28       |                                    | Tmavomodrý svět                                   | Sony Pictures Classics      | Jan Svěrák        | Ondrey Vetchý, Krystof Hádek, Tara Fitzgerald, Charles Dance         |          |
| 28       | Charlotte Gray                     | Charlotte Gray                                    | Warner Bros.                | Gillian Armstrong | Cate Blanchett, James Fleet, Abigail Cruttenden, Charlotte McDoug    |          |
| 28       | A Sólyom végveszélyben             | Black Hawk Down                                   | Revolution Studios          | Ridley Scott      | Josh Hartnett, Ewan McGregor, Tom Sizemore, Eric Bana                |          |
| 28       | Nevem Sam                          | I Am Sam                                          | New Line Cinema             | Jessie Nelson     | Sean Penn, Michelle Pfeiffer, Dakota Fanning, Dianne Wiest           |          |
| 28       |                                    | Lush                                              | Menemsha Films              | Mark Gibson       | Campbell Scott, Laura Linney, Jared Harris, Laurel Holloman          |          |

### További bemutatók
| Magyar cím                | Eredeti cím                         | Rendező                           | [ 4 ] |
| ------------------------- | ----------------------------------- | --------------------------------- | ----- |
| Anyádat is                | Y tu mamá también                   | Alfonso Cuarón                    |       |
| Chihiro Szellemországban  | Sen to Chihiro no kamikakushi       | Hayao Miyazaki                    |       |
| Forró rágógumi 9.         | Lemon Popsicle 9: The Party Goes On | Tzvi Shissel                      |       |
| Gépállat SC               | Mean Machine                        | Barry Skolnick                    |       |
| A gödör                   | The Hole                            | Nick Hamm                         |       |
| A királynő titkosügynökei | All the Queen's Men                 | Stefan Ruzowitzky                 |       |
| A kísérlet                | Das Experiment                      | Oliver Hirschbiegel               |       |
| A kis jegesmedve          | Der kleine Eisbär                   | Piet De Rycker és Thilo Rothkirch |       |
| A negyedik angyal         | The Fourth Angel                    | John Irvin                        |       |
| Minus                     | Minoes                              | Vincent Bal                       |       |
| Replikáns                 | Replicant                           | Ringo Lam                         |       |
| Szép szédülés             | Lost and Delirious                  | Léa Pool                          |       |

## Díjak, fesztiválok
- 73. Oscar-gála
- 58. Golden Globe-gála
- 2001-es cannes-i filmfesztivál
- Berlini Nemzetközi Filmfesztivál
- Velencei Nemzetközi Filmfesztivál
- 2001-es Magyar Filmszemle

## Halálozások
- január 18. – Sinkovits Imre, magyar színész
- január 30. – Jean-Pierre Aumont, francia színész
- január 31. – Bert Williams, amerikai színész
- február 7. – Dale Evans, amerikai színésznő
- február 12. – Kristina Söderbaum, német színésznő
- február 19. – Stanley Kramer, 87, amerikai rendező
- február 23. – Robert Enrico, 69, francia rendező
- március 4. – Petress Zsuzsa, magyar színésznő, primadonna
- március 15. – Ann Sothern, amerikai színésznő
- március 16. – Tasnády Fekete Mária, romániai magyar színésznő
- március 22. – William Hanna, amerikai rajzfilmkészítő, producer
- április 2. – Jennifer Syme, amerikai színésznő
- április 7. – John Agar, amerikai színész
- április 7. – David Graf, amerikai színész
- április 7. – Radó Vilmos, magyar színész, rendező, színházigazgató
- április 15. – Joey Ramone, 49, énekes, dalszövegíró
- május 11. – Szuhay Balázs, magyar színművész, parodista, kabarészerző
- május 14. – Mauro Bolognini, olasz filmrendező, forgatókönyvíró
- május 27. – Bozóky István, magyar színész, rendező, színigazgató, dramaturg
- május 29. – Zentai Ferenc, magyar színész
- május 29. – Temessy Hédi, magyar színésznő
- június 3. – Anthony Quinn, mexikói-amerikai színész
- június 15. – Henri Alekan, francia operatőr
- június 21. – Carroll O'Connor, amerikai színész
- június 27. – Jack Lemmon, 76, amerikai színész
- június 28. – Joan Sims, 71, angol színésznő
- július 30. – Agárdy Ilona, magyar színésznő
- augusztus 20. – Kim Stanley, Oscar-díjra jelölt, kétszeres Emmy-díjas amerikai színésznő
- augusztus 25. – Aaliyah, 22, amerikai énekes, színésznő
- augusztus 29. – Francisco Rabal, spanyol színész
- szeptember 3. – Pauline Kael, 82, filmkritikus
- szeptember 4. – Simó Sándor, magyar filmrendező
- szeptember 11. – Berry Berenson, amerikai színésznő, modell, fotós
- október 2. – Hunyadi László, erdélyi magyar színész
- október 3. – Schiffer Pál, magyar filmrendező
- október 9. – Mezei István, Balázs Béla-díjas magyar operatőr
- október 29. – Grigorij Csuhraj, ukrán filmrendező
- november 6. – Csonka Endre, magyar színész
- november 21. – Novák István, magyar színész
- december 1. – Danilo Donati, olasz jelmez- és díszlettervező
- december 10. – Ashok Kumar, 90, indiai színész
- december 14. – Győri Ilona, magyar színésznő
- december 14. – Árvai Jolán, magyar filmrendező, producer és szerkesztő
- december 18. – Gilbert Bécaud, francia énekes, zeneszerző, zongorista és színész
- december 26. – Nigel Hawthorne, angol színész